# 圣乔治堂 (米兰)
圣乔治堂（意大利语：Chiesa di San Giorgio al Palazzo）是意大利北部米兰的一座罗马天主教教堂。
该堂创立于750年，1623年由弗朗切斯科·马里亚·里基尼改建为巴洛克风格。立面由弗朗切斯科·克罗齐设计，建于18世纪。
内部最突出的特点是受难小堂，壁画由贝纳迪诺·卢伊尼（義大利語：Bernardino Luini （页面存档备份，存于））绘于1516年。右侧第一个小堂由高登齐奥·法拉利（義大利語：Gaudenzio Ferrari （页面存档备份，存于））绘画。